# Jerzy Promnicz
Jerzy Promnicz (Promnitz) herbu własnego – dworzanin i podstoli króla Zygmunta I Starego do 1548 roku, dworzanin służący w 3 konie Elżbiety Habsburżanki w latach 1543-1544.